# 8311 Zhangdaning
8311 Zhangdaning è un asteroide della fascia principale. Scoperto nel 1996, presenta un'orbita caratterizzata da un semiasse maggiore pari a 2,3033919 UA e da un'eccentricità di 0,0796607, inclinata di 3,97498° rispetto all'eclittica.